# Steenbergcross
Das Steenbergcross war ein belgisches Cyclocrossrennen, das von 2002 bis 2015 Bestand hatte.

## Geschichte
Der Wettbewerb wurde von 2002 bis 2015 im Freizeitpark Steenberg in der Gemeinde Erpe-Mere ausgetragen. Das Rennen gehörte nie einer größeren Rennserie an, war jedoch als Eröffnungsrennen der belgischen Cyclocross-Saison im September bedeutsam.
2004 starb Tim Pauwels, der ältere Bruder von Kevin Pauwels, während des Rennens an einer Ruptur der Hauptschlagader. 2012 stand das Rennen infolge eines Missverständnisses mit der UCI nicht im internationalen Kalender, sondern wurde im nationalen Kalender Belgiens durchgeführt. Mit Ausnahme von Sven Nys traten dennoch fast alle Spitzenfahrer an. Im Januar 2015 organisierte man zudem die belgischen Meisterschaften auf dem Steenberg, bei denen Klaas Vantornout und Sanne Cant siegreich waren. Nach der Ausgabe 2015 beschlossen die Organisatoren, künftig kürzerzutreten, und übertrugen das Rennen an eine neue Gruppe. Unter der neuen Organisation kam jedoch kein Rennen mehr zustande.
Rekordsieger sind Sven Nys und Niels Albert mit jeweils fünf Erfolgen. Ein Rennen für Frauen bestand beim Steenbergcross nicht.

## Siegerliste
- 2002:  Sven Nys
- 2003:  Sven Nys
- 2004:  Sven Nys
- 2005:  Bart Wellens
- 2006:  Sven Nys
- 2007:  Niels Albert
- 2008:  Niels Albert
- 2009:  Niels Albert
- 2010:  Sven Nys
- 2011:  Kevin Pauwels
- 2012:  Niels Albert
- 2013:  Niels Albert
- 2014:  Klaas Vantornout
- 2015:  Wout van Aert